# Xenophysa monastica
Xenophysa monastica là một loài bướm đêm trong họ Noctuidae.